# Jakob Fugger der Reiche (Dürer)
Das Porträt Jakob Fugger der Reiche malte Albrecht Dürer um 1518 während des 18. Reichstags zu Augsburg. Das Gemälde befindet sich heute in der Staatsgalerie Altdeutscher Meister, der früheren Katharinenkirche in Augsburg.

## Beschreibung
Der Blick des damals nahezu sechzigjährigen Kaufmanns Jakob Fugger ist in die Ferne gerichtet. Der hellblaue Hintergrund des Bildes mildert die Strenge und Nüchternheit seines Blickes. Die Haltung des Kopfes verweist auf Festigkeit und Selbstsicherheit. Die breite Stirn und die dünnen Lippen vermitteln zusätzlich dem Betrachter den Eindruck eine starke Persönlichkeit vor sich zu haben, die keiner weiteren Dekoration wie an die Brust gehefteter Orden oder sonstiger Ehrenzeichen bedarf. Das modische, einfache, goldfarbene Barett des Klerikers gibt einen Hinweis auf die gesellschaftliche Stellung des Gemalten. Den klaren Teint des bartlosen Gesichtes malte Albrecht Dürer 1518 mit feinen Pinselstrichen vor einem zarten blauen Hintergrund. Der blaue Hintergrund kam im 1506 gemalten Porträt einer jungen Frau schon einmal vor.
Die äußeren Ränder von Jakob Fuggers Kleidern und Pelz kreuzen und überschneiden sich. Sie schaffen in der Form eines Dreiecks, einer aufsteigenden Pyramide, die Wirkung von Solidität und Strenge der Form. Durch das einfache, elegante, runde goldene Barett, das zu seiner Zeit als Kopfbedeckung aufkam, gibt sich Jakob Fugger sehr modisch und dynamisch.
In diesem Sommer war Albrecht Dürer als Abgesandter der Stadt Nürnberg auf dem 18. Reichstag zu Augsburg, wo er Jakob Fugger und noch weitere bedeutende Persönlichkeiten mit seiner Malkunst verewigte.

## Zweifel an der Echtheit
Unstrittig ist, dass das Bild aus der Werkstätte Dürers stammt. Bekannte Kunsthistoriker, darunter Max Jakob Friedländer, Norbert Wolf und Gisela Goldberg bezweifeln, ob der Meister selbst das Porträt gemalt hat. Die erstarrt und unbewegt wirkende Physiognomie des Gesichtes und Schwächen in der Darstellung des Pelzes lassen eher an eine Kopie eines verschollenen Bildes aus der Werkstätte Dürers denken. Andererseits würde die Ausführung des Gemäldes als „Tüchlein-Malerei“ – eine Vormalerei, die dem Auftraggeber zur Begutachtung vorgelegt wurde – erklären, warum die Darstellung des Pelzes noch nicht perfekt ausgeführt ist.